# Hoằng Trí Chính Giác
Hoằng Trí Chính Giác (zh. 宏智正覺, ja. Wanshi Shōgaku, 1091-1157) là Thiền sư Trung Quốc đời Tống, thuộc đời pháp thứ 10 của Tào Động tông. Người đời sau còn nhớ đến sư qua những cuộc tranh luận (trên tinh thần bạn bè) với Thiền sư Đại Huệ Tông Cảo về phương pháp tu hành của tông Lâm Tế (Thiền Công Án) và tông Tào Động (Thiền Mặc Chiếu).
Sư là người đã đề xướng phương pháp "Mặc Chiếu Thiền". Sau này, phương pháp này cùng với phương pháp "Tham công án, thoại đầu" trở thành hai phương thức tu tập phổ biến để đạt được giác ngộ trong Thiền tông. Vào thế kỷ 13, Thiền sư Đạo Nguyên Hi Huyền đã hấp thụ tinh hoa của Thiền Mặc Chiếu và sau đó truyền bá mạnh mẽ tại Nhật Bản. Trong các tác phẩm Thiền của Đạo Nguyên như Chính Pháp Nhãn Tạng (Shōbō Genzō), Hoằng Trí là nhân vật điển hình được Đạo Nguyên trích dẫn và nhắc đến nhiều nhất.
Sư là tổ sáng lập ra phái Hoằng Trí - một trong các nhánh chính của Tông Tào Động dưới thời Tống, Nguyên. Dòng pháp này được truyền qua pháp tử của sư là Thiền sư Tự Đắc Huệ Huy khoảng 10 đời thì thất truyền.

## Cơ duyên ngộ đạo
Sư họ Lý, quê ở Thấp Châu, Sơn Tây. Tương truyền, mẹ sư mộng thấy một vị tăng ở Ngũ Đài cởi chiếc vòng và mang vào cánh tay bà. Sau đó, bà mang thai và sinh ra sư.
Năm 11 tuổi, sư xuất gia với pháp sư Bản Tông ở Tịnh Minh tự. Đến năm 14 tuổi, sư thọ giới cụ túc với luật sư Trí Quỳnh tại Từ Vân tự ở vùng Tấn Châu, Lâm Phần, Sơn Tây. Năm 18 tuổi, sư đi du phương học đạo và tham vấn các bậc tôn túc khắp nơi. Sư từng phát nguyện với ông nội rằng: "Nếu con không phát minh việc lớn, thề không trở về!"
Trước tiên, sư đến Hương Sơn tự ở Nhữ Châu, huyện Lâm An, tỉnh Hà Nam và tham học với Thiền sư Khô Mộc Pháp Thành - môn đệ đắc pháp của Thiền sư Phù Dung Đạo Khải. Sau, sư đến tham học với Thiền sư Đan Hà Tử Thuần ở núi Đơn Hà, tỉnh Hà Nam. Sau đó, Thiền sư Đan Hà dời đến núi Đại Thừa ở Đường Châu, huyện Bí Dương, tỉnh Hà Nam và núi Đại Hồng ở Tùy Châu, tỉnh Hồ Bắc, sư đều đi theo làm thị giả cho Đan Hà.
Một hôm, sư đến tham vấn. Đan Hà hỏi sư: "Trước kiếp không ta là ai?"
Sư đáp: "Con ếch nuốt trăng ngồi đáy giếng, Canh ba chẳng mượn dạ minh rèm."
Đan Hà bảo: "Chưa được gì lại nói rồi!"
Sư đang phân vân thì bị Đan Hà đánh cho một phất trần và bảo: "Lại nói không mượn?"
Ngay lời nói này, sư đại ngộ, liền đảnh lễ Đan Hà. Đan Hà hỏi: "Sao ông không nói một lời nào thế?"
Sư thưa: "Hoằng Trí hôm nay bỏ mất dịp may, thật đắc tội."
Đan Hà nói:"Chưa rảnh để đánh ông đấy. Hãy xéo đi cho."
Không lâu sau, sư được Đan Hà ấn khả và trở thành pháp tử của Đan Hà.

## Hoằng pháp
Năm thứ 3 (1121) niên hiệu Tuyên Hòa, sư được Đan Hà đề cử làm chức Thủ tọa (zh. 首座) trong pháp hội của mình. Đến năm sau, sư huynh của sư là Thiền sư Chân Yết Thanh Liễu sai tăng rước sư đến trụ trì tại Phổ Chiếu tự ở Tứ Châu, tỉnh An Huy. Sư ăn mặc rách rưới, tăng chúng lấy làm lạ. Chân Yết thấy vậy bèn sai thị giả đem đổi giày mới cho sư. Sư bảo: "Tôi vì giày mà đến sao?" Chúng tăng nghe được đều hết lòng kính phục, tán thán đức hạnh của sư không thôi.
Vào năm đầu (1127) niên hiệu Kiến Viêm, sư dời đến trụ trì tại Thái Bình tự ở vùng Thư Châu, tỉnh An Huy. Sau đó lại dời đến núi Vân Cư ở Giang Tây. Thỉnh thoảng sư cũng có khai mở đạo tràng thuyết giảng tại núi Trường Lô, tỉnh Giang Tô.
Sau, sư đến trụ trì tại Thiên Đồng Cảnh Đức Thiền tự ở núi Thiên Đồng (nay thuộc thành phố Ninh Ba, tỉnh Chiết Giang). Lúc bấy giờ trên núi Thiên Đồng rất nghèo túng, nhà cửa chật hẹp, nhưng kể từ khi sư đến trụ trì về sau thì thóc lúa đầy kho, ngôi già lam cũng được hoàn chỉnh trang nghiêm. Đặc biệt, ngôi đại pháp đường được sư chỉnh trang đúng với thanh quy của Thiền tông. Sư trụ trì tại đây hơn 30 năm và được tôn xưng là vị Tổ trung hưng của núi Thiên Đồng.
Phong cách của sư rất bình dị, chất phác và gần gũi với mọi người. Bình thường, khi được người cúng dường sư không vui mừng, đến lúc cho đi sư không chán ngán, mỗi ngày sư chỉ ăn một bữa và không ăn quá ngọ. Ngôn từ của sư rất xảo diệu, sánh ngang hàng với Thiền sư Tuyết Đậu Trọng Hiển. Sư cùng với Thiền sư Đại Huệ Tông Cảo của Lâm Tế tông được tùng lâm tôn xưng là Nhị Đại Cam Lồ Môn của Thiền tông.
Sư có đóng góp rất lớn đối với tông Tào Động thông qua việc đề xướng Thiền Mặc Chiếu thành phương pháp tu hành đặc thù riêng của tông Tào Động. Học giả Morten Schlütter nhận xét sư và Thiền sư Chân Yết Thanh Liễu là "Đại diện tiêu biểu nhất cho Thiền phái Tào Động dưới đời Tống" (the most illustrious representative of the Caodong tradition in the Song).
Ngày mồng 8 tháng mười năm Đinh Sửu (1157), niên hiệu Thiệu Hưng thứ 27, sư đắp y ngồi ngay thẳng nói chuyện với đại chúng rồi an nhiên thị tịch, trụ thế 67 năm, hạ lap 56 năm. Vua Tống Cao Tông ban tặng cho sư thụy hiệu là Hoằng Trí Thiền Sư. Nhục thân của sư lưu lại bảy ngày mà gương mặt vẫn tươi như còn sống. Tháp mộ được an trí ở Đông Cốc, đến nay vẫn còn ở núi Thiên Đồng. Trước khi tịch, sư viết kệ cho Thiền sư Đại Huệ việc thỉnh người thừa kế núi Thiên Đồng:
Mộng huyễn không hoa,
Sáu mươi bảy năm,
Chim trắng khói lặn,
Nước thu tiếp trời.
Đệ tử nối pháp của sư có 14 vị, trong đó điển hình nhất là Thiền sư Tuyết Đậu Từ Tông và Tự Đắc Huệ Huy.

## Pháp ngữ
Sư thượng đường nói: "Gác vàng rèm sổ ai truyền tin nhà, màn đỏ phủ tối ném chân châu, chính khi ấy thấy nghe có chỗ chẳng đến, nói năng có chỗ chẳng kịp, làm sao thông được tin tức? Mộng về đêm tối mờ mờ sáng, cười chỉ gia phong rực rỡ xuân."
Sư thượng đường nói: "Tâm không thể duyên miệng không thể luận, dù cho lui bước gánh vác, tối kỵ đương đầu chạm húy. Gió mát trăng trong bến đò xưa, thuyền đêm chèo chuyển lưu ly dấy."
Sư thượng đường nói: "Không kiếp có chân tông, trước tiếng hỏi chính mình, đỏ cùng kế sống mới, trong trắng gia phong xưa, quả thật ngoài tam thừa, lặng lẽ trong một ấn, trở lại đi dị loại, muôn dòng tự về đông."

## Tác phẩm
Sư có để lại rất nhiều tác phẩm Thiền học, còn được lưu truyền đến ngày nay:
- Hoằng Trí Giác Hòa Thượng Ngữ Yếu (zh. 宏智覺和尚語要, 1 quyển).
- Hoằng Trí Giác Thiền Sư Ngữ Lục (zh. 宏智覺禪師語錄, 4 quyển).
- Hoằng Trí Quảng Lục (zh. 宏智廣錄, 9 quyển).
- Thiên Đồng Bách Tắc Tụng Cổ (zh. 天童百則頌古).